# 1982 год в изобразительном искусстве СССР
1982 год был отмечен рядом событий, оставивших заметный след в истории советского изобразительного искусства.

## События
- Всесоюзная художественная выставка «СССР — наша Родина», посвящённая 60-летию образования СССР, открылась в Москве в Центральном выставочном зале «Манеж».[1]
- Выставка произведений Бориса Сергеевича Угарова открылась в Ленинграде в залах Государственного Русского музея.[2]
- Выставка произведений Евсея Евсеевича Моисеенко открылась в Ленинграде в залах Государственного Русского музея.[3]
- Выставка произведений ленинградских художников, посвящённая 50-летию ЛОСХ РСФСР, открылась в Центральном выставочном зале «Манеж».[4]
- Выставка произведений Александра Сергеевича Столбова открылась в залах Ленинградского отделения Союза художников РСФСР.[5]
- Выставка произведений Николая Ефимовича Тимкова открылась в Москве в залах Московского дома художников на Кузнецком мосту, показанная затем в Военно-Воздушной академии имени Ю. А. Гагарина и в Звёздном городке[6].
- Шестой Всесоюзный съезд художников СССР открылся в Москве.[3]
- Выставка произведений московских художников «50 лет МОСХ» открылась в Москве в Центральном выставочном зале «Манеж».[1]
- Выставка произведений Скоробогатова Игоря Константиновича открылась в залах Ленинградского отделения Союза художников РСФСР.[7]
- Республиканская художественная выставка, посвящённая 60-летию образования СССР, открылась в Ленинграде в залах Государственного Русского музея.[3]
- Ретроспективная выставка «225 лет Академии художеств СССР» открылась в Москве.[1]
- 14 августа открыт Курганский областной художественный музей. Здание музея построено в 1981 году по индивидуальному проекту курганского архитектора Ю. И. Вещикова. В собрании музея представлены работы А. Савинова, Н. Дормидонтова, С. Луппова, О. Соколоваа, С. Разумовского, Г. Шегаля, Л. Туржанского, П. Кончаловского, А. Дейнеки, В. Бялыницкого-Бирули, П. Никонова, П. Оссовского, А. Никича, М. Бирштейна, Э. Браговского, Л. Табенкина, Н. Андронова, В. Стожарова, С. Ткачёва, Б. Домашникова, К. Бритова, В. Брайнина, И. Старженецкого, В. Вейсберга, Д. Гутова и других мастеров отечественного изобразительного искусства.
- Выставка произведений Льва Константиновича Богомольца открылась в залах Ленинградского отделения Союза художников РСФСР.[8]
- Выставка произведений Кочеткова Андрея Дмитриевича открылась в залах Ленинградского отделения Союза художников РСФСР.[9]
- Выставка произведений Лидии Александровны Миловой открылась в залах Ленинградского отделения Союза художников РСФСР.[10]
- Выставка произведений Соломона Борисовича Эпштейна открылась в залах Ленинградского отделения Союза художников РСФСР.[11]
- Выставка произведений Коростелёва Петра Гурьевича открылась в залах Ленинградского отделения Союза художников РСФСР.[12]

## Скончались
- 28 марта — Брискин Вениамин Маркович, советский график (род. в 1906).
- 19 апреля — Медовиков Никита Петрович, советский живописец и педагог (род. в 1918).
- 2 мая — Едунов Борис Васильевич, советский скульптор (род. в 1921).
- 12 мая — Зайцев Александр Дмитриевич, русский советский живописец и педагог (род. в 1903)
- 27 августа — Ермолаев Борис Николаевич, русский советский график, иллюстратор и живописец (род. в 1903).